# Chichilo Viale
Amílcar Humberto Viale (Córdoba, 14 de septiembre de 1955),  más conocido como Chichilo Viale, es un actor y humorista argentino de larga trayectoria escénica.

## Carrera
Considerado como "el payaso del grupo" en el Colegio Santo Tomás de Aquino al que concurría de niño, comenzó accidentalmente su vocación de actor tras hacer funciones para recaudar fondos para la facultad en su etapa de rugbista, junto a sus compañeros se hacían llamar "Grupo Sitorio". Cuando terminó el secundario en el Manuel Belgrano, se anotó en la Facultad de Agronomía, donde cursó cuatro años de esa carrera.
Su padre era muy amigo de Alberto Cognini, quien creó la revista Hortensia, y quien quiso que interpretara a un borracho en su obra Hortensia se divierte. Ese personaje se instaló y luego encontró su estilo, donde incluía su oficio como mimo. Su apodo de Chichilo se adoptó gracias a que a su abuelo le decían Don Chicho. Gran fanático del club Belgrano, su padre fue entrenador del seleccionado de Córdoba, muy relacionado con el club Universitario, que lo hizo aficionado al rugby, al tenis y al pádel. Es, entre otras cosas, profesor de pádel recibido en la AAPP.
Un golpe en el riñón jugando al rugby lo alejó de esa actividad para siempre y es ahí cuando la balanza de la vida se inclinó por el arte. Estuvo en coma farmacológico 10 días y 6 meses, luego de ello se inclinó enteramente al humor.
Cómico cordobés de raza pertenece a la cama de los grandes humoristas de Córdoba como El Negro Álvarez, Sapo Cativa, El Chango Juárez, Flaco Pailos, Mario Sánchez, Cacho Buenaventura, Daniel Aráoz, Jorge Tissera,entre muchos otros.
En televisión debutó profesionalmente junto a Susana Giménez en su programa a fines de los 80's en el papel de un borrachín. Trabajó en ficciones y programas humorísticos como Amigos son los amigos, El humor de Café Fashion conducido por Fernando Siro, Beatriz Salomón y Ginette Reynal, Hola Susana entre otros.
Gracias a su "facha" de desarreglado y sus imitaciones de borracho, logró conquistar al público por varias décadas.

## Televisión
- 2021: Chichilo en el doce
- 2018: Carna a la parrilla
- 2017: ¿En qué mano está?, invitado especial.
- 2016: Mejor de noche, invitado especial
- 2014: Peligro sin codificar, invitado especial.
- 2007: Susana Giménez.
- 2007: Los cuentos de Fontanarrosa
- 2000: Sábado bus.
- 1999/ 2000: Videomatch.
- 1999/2001: El humor de Café Fashion.
- 1993: Amigos son los amigos como El Gato.
- 1987/2000: Hola Susana, como invitado especial

## Teatro
Participó en las siguientes obras teatrales:
- 2018: Stand up de barrio.
- 2017: Entretelones.
- 2015: 2 atorrantes.
- 2014: Un cacho de humor.
- 2013: Por qué será que las queremos tanto, junto a Roly Serrano.
- 2012: Chichilo Viale a la carta.
- 2011: Empedocles
- 2011: Déjame hablar, amor, junto al periodista Horacio Pagani y la participación de Pablo Cordonet.
- 2009: Déjame hablar, amor, con Chiqui Abecasis, Mono Amuchástegui, Carlos Sánchez y Matías Santoiani
- 2006/2007/2009: Chichilo en su salsa.
- 2002: Asociación ilícita para el humor, Teatro del Lago de Villa Carlos Paz junto a Silvia Süller, Hugo Varela, Adriana Salgueiro y elenco.
- 1999: El festival del chiste, junto con Jorge Corona, Carlos Sánchez, Beto César, Romina Gay y Silvia Süller.
- Hortensia se divierte.
- Topografías de un desnudo.

## Internet
- 2015: Hecatombe, episodio Madre infieles.